# JOWST
Joakim With Steen (né le 26 juin 1989 à Trondheim) plus connu sous le nom de JOWST, est un producteur de musique norvégien et un compositeur de chansons. Il représente la Norvège au Concours Eurovision de la chanson 2017 avec le chanteur Aleksander Walmann, avec la chanson Grab the Moment.
Grâce à sa chanson Grab the Moment il réussit à placer la Norvège à la 10e place avec 158 points au Concours Eurovision de la chanson 2017, deux places avant la France.